# Johannes Klare
Johannes Klare (* 23. März 1930 in Zug; † 1. Februar 2022 in Berlin) war ein deutscher Romanist und Lusitanist.

## Leben und Werk
Klare studierte ab 1948 bei Victor Klemperer in Halle und Berlin. Er promovierte 1956 an der Humboldt-Universität zu Berlin bei Kurt Baldinger mit der Arbeit Entstehung und Entwicklung der konzessiven Konjunktionen im Französischen (Berlin 1958) und habilitierte sich 1968 ebenda mit der Schrift Studien zur romanischen Syntax und Lexikologie. Von 1969 bis 1995 war er Professor für Romanische Sprachwissenschaft und Sprachpraxis an der Humboldt-Universität. Zu seinen bekannten akademischen Schülern gehört der Romanist Hans-Otto Dill. Klare starb im Alter von 91 Jahren in Berlin.

## Weitere Werke
- Kommentar zum Lesebuch der französischen Literatur [von Walther Rehfeldt], Berlin 1958
- (Übersetzer) Castro Soromenho, Senhor Américo kehrt nicht zurück. Roman, Berlin 1964
- (Übersetzer) Jorge Amado: Hirten der Nacht. Roman, Berlin 1967
- (Hrsg.) Wörterbuch Portugiesisch-Deutsch, Deutsch-Portugiesisch, 2 Bde., Berlin 1984–1986, 1987–1988
- Französische Sprachgeschichte. Stuttgart 1998, wieder 2011